# Hipertrofia
La hipertrofia (del griego ὑπέρ hiper exceso + τροφή trofe alimento/alimentación) es el aumento en el volumen de un  tejido biológico debido a la ampliación de su componente celular.

## Tipos
Es el crecimiento o aumento en el tamaño por ejemplo de las fibras musculares.

### Según la duración
Se distinguen dos tipos de hipertrofia: la transitoria o aguda, que es la hinchazón del músculo después del entrenamiento, por lo que es pasajera y dura poco, y la hipertrofia crónica, que se divide a su vez en Sarcoplasmática y Sarcomérica. En la Sarcoplasmática, el músculo aumenta el plasma, que es la sustancia semifluida que está entre las miofibrillas (por lo que el tamaño del músculo se ve aumentado y el efecto es duradero); este tipo de hipertrofia no aumenta el nivel de fuerza. En la Sarcomérica, aumentan tanto el tamaño como el número de las miofibrillas que componen el tejido muscular, ya que, al romperse en el entrenamiento, para evitar roturas posteriores multiplican su número y aumentan su tamaño, por lo que se produce un efecto notable en el aumento tanto del tamaño como de la fuerza del músculo.
Este crecimiento de las células se debe a una intensificación de la síntesis de sus componentes estructurales; ésta, como no va acompañada de división, da lugar a un aumento de tamaño.
Los núcleos de las células hipertrofiadas pueden contener mayor cantidad de  ADN  que las células normales

### Causa
Existen dos tipos de hipertrofia: la fisiológica y la patológica.
- También se conoce con este término al proceso de desarrollo muscular mediante el cual un atleta o fisicoculturista utiliza distintas técnicas para el aumento del tejido muscular que se basa en entrenamiento físico intenso, contracciones musculares repetitivas, una dieta enfocada a la recuperación de las fibras dañadas y en algunos casos uso de  esteroides anabólicos

## El desarrollo de la fuerza máxima a través de la hipertrofia
La metodología del aumento de la fuerza máxima por medio del incremento del diámetro muscular presenta sus propias características. La magnitud de las sobrecargas, a pesar de no alcanzar límites extremos, llega a un 75-90 por ciento del nivel de fuerza máxima. En este caso, se trata de asegurar una relación óptima entre la intensidad del trabajo y el número de repeticiones de una prueba.
Durante la utilización del método isométrico es necesario tener en cuenta que en los deportistas de alto nivel el efecto del entrenamiento se observa después de un umbral de tensión igual a un 70 por ciento del máximo del nivel de fuerza, mientras que el efecto máximo se produce con tensiones que constituyen un 90-100 por ciento del máximo nivel de fuerza.
Cuando se intenta aumentar el diámetro muscular se emplean entre 3-6 segundos para ejecutar la repetición. Durante la ejecución de grandes volúmenes de trabajo para desarrollar la fuerza máxima mediante el incremento de la masa muscular, es preciso controlar que los ejercicios a ritmo lento se combinen con ejercicios de fuerza-velocidad y fuerza explosiva. De lo contrario, puede disminuir la capacidad de las fibras CRII de contracción rápida porque empeora la coordinación intramuscular. Si se tiene en cuenta este peligro, el desarrollo de la fuerza máxima asegurará, al mismo tiempo, buenas premisas para desarrollar y manifestar la fuerza-velocidad.
Para determinar una duración racional del trabajo en cada serie, es preciso tener en cuenta que el aumento de la masa muscular se estimula en general con un gasto intenso de ATP, PCr￼￼, proteínas estructurales y funcionales.
Ello se produce cuando la cantidad de repeticiones en cada intento asegura un trabajo intenso durante 25-35 segundos. Si el trabajo es más corto (5-10 segundos), las reservas restantes de PCr recuperan rápidamente el déficit del ATP y no se observa un gasto importante de proteínas estructurales y funcionales. Durante un trabajo prolongado (más de 45 segundos), las resistencias son relativamente poco importantes; la recuperación se produce de forma eficaz mediante el glucógeno muscular, y la degradación de las proteínas es poco relevante. De este modo, solo en el primer paso se logra en el proceso de recuperación una nueva síntesis activa de los elementos proteicos de los músculos, y se consigue una supercompensación relevante. La repetición de algunas partes del trabajo en dicha fase es un estímulo importante para aumentar la masa muscular.
Al ejecutar los movimientos en régimen dinámico hay que tener en cuenta que la parte concéntrica del trabajo debe ejecutarse dos veces más rápido que la parte excéntrica. Por ejemplo, para levantar la barra de halterofilia se emplea 1-1,5 segundos y, para bajarla, 2-3 segundos. De este modo, son necesarios 3-4 o 5 segundos para ejecutar un movimiento y 30-45 segundos para el conjunto de 10 repeticiones.
Para desarrollar la fuerza máxima por medio del aumento del diámetro muscular, existe una determinada combinación óptima entre la magnitud de la carga y el número de repeticiones. Los datos recogidos de la literatura permiten establecer la relación entre el número de repeticiones y la eficacia del entrenamiento. De este modo, el entrenamiento más eficaz es el que se realiza cuando en cada conjunto de repeticiones se ejecutan entre 6 y 12 movimientos.
Es mejor un total de entre 8 y 15 repeticiones.